# MedlinePlus
MedlinePlus — веб-сайт, созданный Национальной медицинской библиотекой США (United States National Library of Medicine).

## Содержание сайта
MedlinePlus содержит:
- Обширную информацию от Национального Института Здоровья США и из других источников о более чем 650 заболеваниях
- Интерактивные обучающие программы
- Список больниц и врачей
- Медицинскую энциклопедию (adam.com Health Illustrated Encyclopedia)
- Медицинский словарь (Merriam-Webster)
- Медицинскую информацию на испанском языке
- Исчерпывающую информацию о лекарственных препаратах, как продающихся по рецепту, так и отпускаемых без рецепта
- Медицинскую информацию из СМИ
- Ссылки на тысячи клинических испытаний лекарств.